# 黎和生態公園
黎和生態公園，官方原暫訂名稱為大安410公園，經相關單位徵詢黎和里民意見後，定為黎和生態公園。黎和生態公園位於台灣臺北市大安區六張犁黎和里地區和平東路三段512巷內，面積約為1.8公頃。
公園原址為大安第8公墓及山坡地老舊聚落，當時市府為避免山坡地聚落及附近居民危險，於2017年陸續由臺北市殯葬管理處及公園路燈工程管理處辦理墳墓遷葬、違建拆遷、私有土地徵收等作業，後續交棒大地工程處規劃興闢為生態公園，並在公園設置「時光迴廊」保留紀念曾經住民在地生活點滴。

在老舊違章建築及公墓拆遷後，以烏桕、流蘇及苦楝等原生且具生態指標性的植栽，規劃多層次綠美化，重新復育恢復自然生機；隨季節變換色彩的喬木，營造出繽紛的森林步道，充分展現環境生命力，孕育不同色彩變化的福州富陽山谷。此外，公園內還有各種休憩設施，可同時看到以「台北101大樓」為背景的捷運車廂行經此地。亦可以爬到公園最高處觀景平台，再從此走到富陽自然生態公園，或轉往福州山、中埔山。
整個公園依山坡地而建。公園的特定平台高度以上往北方看過去，可以看到台北101大樓及捷運文湖線高架軌道上的捷運行駛；往南邊看過去，可以看到文湖線捷運班車進出隧道口。公園多處為無障礙斜坡，適合老人嬰幼兒推車全家出遊與緩坡爬山運動。但是因為停車不便，開車民眾走路距離可能超過捷運站步行距離。

## 交通

### 臺北捷運
- 捷運： 文湖線麟光站到站出站後，沿和平東路三段捷運文湖高架往動物園方向行走至512巷，約7分鐘500公尺路程。

### 公車
- 公車站牌：麟光站(72,282,556,680,685,758,902,和平幹線,敦化幹線,小30,市民小巴7)往木柵方向公車到站（大都會客運停車總站）下車後往回走，往市區方向需過馬路到對面，再走入512巷進入。

## 外部連結
- 敬老卡坐捷運｜黎和生態公園：出站400公尺佔地5445坪，原生森林與101美景交織！ （页面存档备份，存于）
- 台北市公園情報｜黎和生態公園 （页面存档备份，存于）